# Danilo Pejović
Danilo Pejović (Ludbreg, 6. ožujka 1928. – Zagreb, 4. listopada 2007.), hrvatski filozof.

## Životopis
Diplomirao je godine 1953. godine filozofiju na Filozofskom fakultetu Sveučilišta u Zagrebu, a 1958. godine je doktorirao. Od 1956. djeluje u Odsjeku za filozofiju matičnoga Fakulteta, od 1971. kao redoviti profesor estetike i povijesti filozofije.
Primarni interes: povijest filozofije, ontologija, estetika, filozofija jezika.
Vodio je postdiplomski studij, predavao na IUC u Dubrovniku, u Austriji, Švicarskoj, Italiji, Engleskoj, SSSR-u, Čehoslovačkoj, Bugarskoj, Rumunjskoj i Indiji, a kao gostujući profesor u Münchenu i Parizu. Sudjelovao je na međunarodnim skupovima. Objavio je deset knjiga. Primio dvije Matičine nagrade (1967., 1970.) i Spomen-medalju Sveučilišta u Zagrebu (1998.). Inozemni je član Akademije nauka i umjetnosti Bosne i Hercegovine. Godine 2002. postao je dobitnik nagrade za životno djelo.
Godine 1999. izabran je u počasno zvanje profesor emeritus na Odsjeku za filozofiju gdje je djelovao u okviru poslijediplomskog studija.

## Djela
- Francuska prosvjetiteljska filozofija, MH, Zagreb 1957. 4. izd. 1983.
- Realni svijet. Temelji ontologije Nikolaja Hartmana, NOLIT, Beograd 1960.
- Protiv struje, Mladost, Zagreb 1965.
- Suvremena filozofija zapada, MH, Zagreb,1967., 4.izd. 1983.
- Sistem i egzistencija. Um i neum u suvremenoj filozofiji, Zora, Zagreb 1970.
- Nova filozofija umjetnosti. Antologija tekstova. Odabrao i predgovor napisao D. P., Zagreb 1972.
- Hermeneutika, znanost i praktična filozofija, Logos, Sarajevo 1982. (1984.)
- Duh i sloboda. Ogledi i rasprave, Biblioteka Filozofska istraživanja, knj. 54, Zagreb 1992.
- Oproštaj od moderne, MH, Dubrovnik 1993.
- Suvremena filozofija Zapada, dopunjeno izdanje, MH, Zagreb. 1999.
- Veliki učitelji mišljenja, Ljevak, Zagreb 2002.

Bibliografija obuhvaća preko 150 bibliografskih jedinica u stručnim, znanstveni, filozofskim i književnim časopisima, zbornicima i novinama (članci, studije, prikazi, rasprave).
Prijevodi i redakture prijevoda filozofskih tekstova s njemačkog, engleskog i francuskog jezika od novoga vijeka do danas, te redaktura prijevoda Aristotela.